# Charles Maillard (1887-1973)
Pour les articles homonymes, voir Charles Maillard et Maillard.
Charles Maillard né le 8 mars 1887 à Tiaret (Algérie) et mort le 8 décembre 1973 à Montréal (Québec) est un peintre, professeur des beaux-arts et administrateur scolaire canadien d'origine française.

## Biographie
Charles Maillard fait ses études à Paris à l'Académie Julian dans les ateliers de Jules Lefebvre et Tony Robert-Fleury, ainsi qu'à École nationale supérieure des beaux-arts. Il effectue un premier séjour au Canada en 1904 et y immigre en 1910. De 1915 à 1919, il est militaire de guerre dans la Légion étrangère sous le drapeau français, avec un séjour à Montréal en 1916. Il est nommé professeur (anatomie) en 1923 et devient rapidement directeur en 1925 de l'École des beaux-arts de Montréal. Il est un acteur privilégié des débuts de l'enseignement des beaux-arts dans cette école. Pour lui, celle-ci devait s'adresser à l'ensemble de la population pour son recrutement. Il démissionne de ce poste en 1945 à la suite d'un conflit avec Alfred Pellan sur des problèmes de modernisme. Dès 1931, il est aussi directeur général des beaux-arts pour la Province et administre certaines décisions pour l'École des beaux-arts de Québec (1931-1936).
L'œuvre de cet artiste est surtout axée sur les paysages et les portraits. Il a illustré quelques publications dont Le Bouclier canadien-français publié en 1924 avec la contribution d'Adrien Hébert et de Jean Gay.
Après son décès en 1973, il est enterré au cimetière Notre-Dame-des-Neiges à Montréal.

## Expositions
- Art Association of Montreal, 1912.
- Canadian paintings, sculpture, water colours graphic and applied art, architectural exhibit and Salon of photography, Canadian National Exhibition, Toronto, 1930.
- Rétrospective Charles Maillard, Maison des arts la sauvegarde, Montréal, 8 mai au 31 mai 1971.
- Charles Maillard, galerie Pauline Johnson, mai 1980[8].

## Collections publiques
- Joliette, Musée d'art de Joliette.

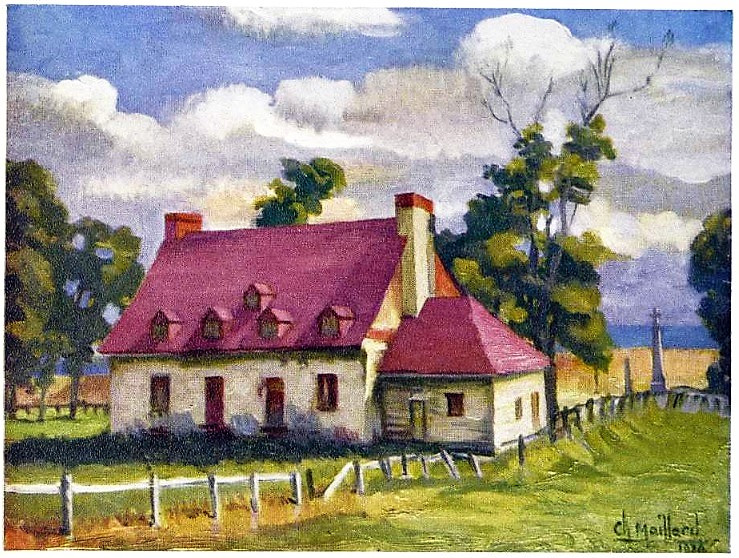
La Maison des Jésuites à Sillery, d'après un tableau de Charles Maillard, illustration du livre Vieux manoirs, vieilles maisons, publié par la Commission des monuments historiques de la province de Québec en 1927

- Kamouraska, Musée régional de Kamouraska.
- Montréal :
  - Musée des beaux-arts de Montréal.
  - Musée de Lachine.
  - Pointe-à-Callière, cité d'archéologie et d'histoire de Montréal.
- Québec :
  - Musée de la civilisation[9].
  - Musée national des beaux-arts du Québec[10].
- Rouyn-Noranda : 
  - Musée d'art de Rouyn-Noranda (MA).
- Victoriaville, musée Laurier.